# Grigorij Ordžonikidze
Grigorij Sergo Ordžonikidze (gruz.: გრიგოლ (სერგო) ორჯონიკიძე; rus.: Григо́рий Константи́нович Орджоники́дзе; Gorescha, 24. listopada 1886. - Moskva, 18. veljače 1937.), gruzijski, a kasnije sovjetski boljševik i političar.

## Životopis
Rođen u je Gruziji 1886. godine u gruzijskoj plemićkoj obitelji. Studirao je na medicinskom fakultetu. Postao je boljševik i Staljinov suborac. Živio je u Njemačkoj, da bi se 1907. vratio u Rusiju i smjestio u grad Baku, ali je iste godine uhićen jer je bio član Socijaldemokratske stranke te je deportiran u Sibir. Tri godine kasnije je pobjegao i otišao živjeti u Parizu. 1912. Ordžonikidze i Staljin su se vratili u Petrograd. Tamo je opet uhićen i osuđen na tri godine teškog rada. Kada je 1917. izbila Listopadska revolucija, vratio se u Petrograd i ponovno sastao sa Staljinom.
Pomogao mu je u osmišljavanju povoda za invaziju Crvene armije na Gruziju 1921. Dok je trajao Ruski građanski rat (1917. – 1923.), borio se protiv Bijele armije. Od 1930. član je Politbiroa. Potpredsjednik vlade i rukovoditelj industrijalizacije SSSR. Međutim, s vremenom se Staljin sve više udaljavao od Ordžonikidzea te je našao novog vjernog podanika: Lavrentij Berija. Zbog sukoba sa Staljinom, jer je bio protiv politike velikih čistki i likvidacije, Ordžonikidze je izvršio samoubojstvo. Njegova smrt i danas je nerazjašnjena: dijagnozu o samoubojstvu je potpisao Dr. Kaminski, koji je i sam ubrzo nakon toga uhićen i smaknut.

## Vanjske poveznice
- Kratak životopis